# Samuel Suppey
Samuel Suppey – ghański piłkarz grający na pozycji bramkarza. W swojej karierze grał w reprezentacji Ghany.

## Kariera klubowa
W swojej karierze piłkarskiej Suppey grał w klubie Hearts of Oak.

## Kariera reprezentacyjna
W 1980 roku Suppeya powołano do kadry na Puchar Narodów Afryki 1980. Był na nim rezerwowym i nie rozegrał żadnego meczu.